# ماساميتسو كانيموتو
ماساميتسو كانيموتو (باليابانية: 兼本 正光) (17 أكتوبر 1962 في هيوغو في اليابان – )؛ هو لاعب كرة قدم ياباني سابق كان يلعب كحارس مرمى.

## وصلات خارجية
- ماساميتسو كانيموتو على موقع رابطة كرة القدم اليابانية للمحترفين (اليابانية)
- ماساميتسو كانيموتو على موقع عالم كرة القدم.نت (الإنجليزية)